# Åkersbergatunneln
Åkersbergatunneln är en övertäckt vägsträckning på länsväg 276 (Roslagsvägen) genom Åkersberga centrum i Österåkers kommun. Tunneln är 244 m lång och består av två tunnelrör, två filer i varje riktning, totalt fyra filer.
Bygget startade 1991 och stod färdigt 1993.